# The Many Adventures of Winnie the Pooh
The Many Adventures of Winnie the Pooh este un film de animație din 1977, produs de Walt Disney Feature Animation și lansat inițial de Walt Disney Pictures.

## Complot
Filmul se bazează pe lucrările originale AA Milne și EH Shepard, având în componență cele trei scurt metraje lansate anterior: Winnie the Pooh și copacul de miere (1966), Winnie the Pooh și ziua înfățișată (1968), și Winnie the Pooh și Tigru de asemenea (1974) cât și alte povești  AA Milne și povești de legătură suplimentar cu Pooh.
O scenă scurtă a fost adăugată pentru a aduce filmul la final; realizat inițial în timpul producției Blustery Day (bazat pe prezența lui Jon Walmsley în rolul lui Christopher Robin) și bazat pe ultimul capitol din The House at Pooh Corner , Christopher Robin trebuie să lase în urmă Hundred Acre Wood pentru a începe școala . Naratorul concluzionează că oriunde va merge Christopher Robin, Pooh va aștepta mereu.

## Distribuție vocală
- Sterling Holloway ca Winnie the Pooh
- Bruce Reitherman , Jon Walmsley și Timothy Turner în rolul lui Christopher Robin
- John Fiedler ca Purceluș
- Ralph Wright ca Eeyore
- Clint Howard și Dori Whitaker în rolul lui Roo
- Barbara Luddy în rolul lui Kanga
- Paul Winchell ca Tigru
- Junius Matthews ca Iepure
- Hal Smith în rolul Bufniței
- Howard Morris ca Hârciog
- Sebastian Cabot în rolul Naratorului

## Dublajul în limba română
- Cristian Șofron - Winnie de Pluș
- Valentin Teodosiu - Aiurel
- Cristian Leuștean - Roo
- Sorin Medeleni - Iepure
- Petre Lupu - Bufniță
- Daniel Stanciu - Purceluș
- Mihai Bisericanu - Hârciog
- Ruxandra Sireteanu - Kanga
- Cristian Popescu - Tigru